# Guides catholiques de Belgique
 (août 2021).
Si vous disposez d'ouvrages ou d'articles de référence ou si vous connaissez des sites web de qualité traitant du thème abordé ici, merci de compléter l'article en donnant les références utiles à sa vérifiabilité et en les liant à la section « Notes et références ».
 (août 2017).
L'association des Guides catholiques de Belgique est un mouvement de jeunesse ouvert à tous et à toutes à partir de cinq ans. 
Le guidisme, comme le scoutisme, est issu de la réflexion pédagogique de Robert Baden-Powell et emploie comme outils pédagogiques l'éducation par l'action, le petit groupe, la nature, les patrouilles, la cogestion ainsi que l'évaluation. Le guidisme vise l'éducation globale du jeune qui lui est confié. 
En 2017, les GCB rassemblent 23 000 membres regroupés au sein de 150 unités locales regroupées en 17 régions, ce qui représente près de 3 200 animateurs. Ces animateurs sont soutenus dans leur animation par plus de 650 responsables locaux regroupés en staffs d'unité et de 100 cadres régionaux et nationaux, sans compter les équipes qui s'engagent dans les formations d'animateurs et les 2 000 intendants.

## Historique

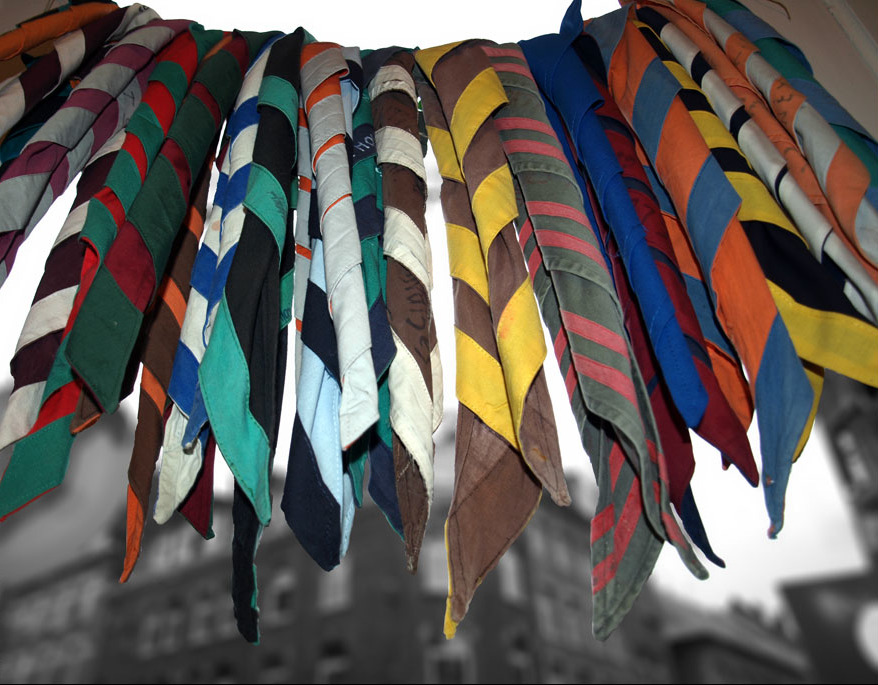
Des foulards

Le guidisme catholique en Belgique naît en 1915. Le premier secrétariat général s'installe au couvent du Cénacle à Bruxelles en 1928.
L'association des Guides Catholiques de Belgique se scinde en 1956 en Guides Catholiques francophones (GCB) et néerlandophones (VVKM). En 1979 s'ouvre le mouvement à la coéducation (mixité).
Le ministère exige en 1985 que les organisations de jeunesse aient au moins, parmi leurs cadres, 2/3 des personnes de moins de 32 ans.
En 2007 est organisée à Bruxelles, JamBe, une fête pour le centenaire du scoutisme qui rassemble près de 80 000 guides et scouts germanophones, francophones et néerlandophones de Belgique.
Les guides fêtent en 2014 les 100 ans de la naissance du guidisme en Belgique à la citadelle de Namur, à un événement appelé 100 temps. La reine Mathilde était présente au rassemblement des guides.